# Anaëlle Bondoux
Anaëlle Bondoux (* 2. Juli 2004 in Grenoble, Isère) ist eine französische Biathletin. Sie gewann in der Saison 2023/24 zwei Rennen im IBU-Cup und wurde vierte in der Gesamtwertung dieser Rennserie.

## Sportliche Laufbahn
Erste internationale Erfahrungen sammelte Anaëlle Bondoux im März 2022 beim Olympischen Jugendfestival, wo sie Top-20-Platzierungen verpasste. Ohne weitere internationale Erfahrungen im Juniorenbereich wurde sie für den folgenden Winter in die B-Nationalmannschaft aufgenommen und gab in Idre ihr IBU-Cup-Debüt. Ihr bestes Ergebnis auf dieser Ebene war ein 13. Rang im Einzel von Idre, zusätzlich startete sie auch im Juniorcup und konnte in Obertilliach den Sprint für sich entscheiden. Bei den Junioreneuropameisterschaften gewann sie Gold im Verfolgungswettkampf sowie, zeitgleich mit Lora Christowa, Bronze im Sprint. Trotz ihres jungen Alters startete sie bei der Junioren-WM bei den Wettkämpfen der älteren Jahrgänge und verpasste zweimal eine Medaille nur knapp, im Verfolger verlor sie dabei den Zielsprint gegen Tuva Aas Stræte. Im Winter 2023/24 brachte sich Bondoux zunächst wegen schwacher Schießergebnisse um gute Platzierungen, im Verfolgungsrennen von Sjusjøen traf sie allerdings erstmals in ihrer Karriere alle zwanzig Scheiben und entschied den Wettkampf direkt für sich. Im Verlauf der Saison beeindruckte die Französin zwar weiterhin mit ihrer Geschwindigkeit auf Skiern, verpasste aber in einem Großteil der Wettkämpfe drei oder mehr Scheiben am Schießstand. Bei den Europameisterschaften resultierte als bestes Ergebnis Platz 27 im Sprint, im finalen Wettkampf der Saison gelang es Bondoux hingegen, mit dem Massenstart zum zweiten Mal einen IBU-Cup-Wettkampf zu gewinnen.
Den Winter 2024/25 startete Bondoux im IBU-Cup, trat aber nach mittelmäßigen Ergebnissen daraufhin nach längerer Zeit wieder im Junior-Cup an. Auf dieser Ebene gewann sie im Goms Sprint und Massenstart, wobei sie den Sprint mit einem enormen Vorsprung von 2:13,4 Minuten auf die zweitplatzierte Fabiana Carpella für sich entscheiden konnte. Nach gesundheitlichen Problemen ging die Französin erst Ende Januar 2025 bei den Junioreneuropameisterschaften wieder an den Start und siegte erneut im Sprint. Auch an den Juniorenweltmeisterschaften nahm sie an einem Jahr Pause wieder teil und ergatterte Silber im Massenstart und Gold mit der Staffel.

## Persönliches
Anaëlle Bondoux stammt aus der Gemeinde Lans-en-Vercors im Département Isère.

## Statistiken

### Juniorenweltmeisterschaften
Ergebnisse bei den Juniorenweltmeisterschaften:
| Weltmeisterschaften | Weltmeisterschaften | Einzelwettbewerbe | Einzelwettbewerbe | Einzelwettbewerbe | Einzelwettbewerbe | Staffelwettbewerbe | Staffelwettbewerbe |
| Jahr                | Ort                 | Einzel            | Sprint            | Verfolgung        | Massenstart 60    | Damenstaffel       | Mixedstaffel       |
| ------------------- | ------------------- | ----------------- | ----------------- | ----------------- | ----------------- | ------------------ | ------------------ |
| 2023                | Schtschutschinsk    | –                 | 4.                | 4.                | N/A               | –                  | –                  |
| 2025                | Östersund           | 16.               | 11.               | N/A               | 2.                | 1.                 | –                  |

### IBU-Cup-Siege
| Nr. | Datum         | Ort          | Disziplin      |
| --- | ------------- | ------------ | -------------- |
| 1.  | 15. Dez. 2023 | Sjusjøen     | Verfolgung     |
| 2.  | 9. März 2024  | Obertilliach | Massenstart 60 |

### Junior-Cup-Siege
| Nr. | Datum         | Ort  | Disziplin      |
| --- | ------------- | ---- | -------------- |
| 1.  | 20. Dez. 2024 | Goms | Sprint         |
| 2.  | 21. Dez. 2024 | Goms | Massenstart 60 |